# Parigny, Loire
Parigny là một xã trong tỉnh Loire miền trung nước Pháp.